# Carpio de Azaba
Carpio de Azaba es un municipio y localidad española de la provincia de Salamanca, en la comunidad autónoma de Castilla y León. Se integra dentro de la comarca de Ciudad Rodrigo y la subcomarca del Campo de Argañán. Pertenece al partido judicial de Ciudad Rodrigo.
Además del propio Carpio de Azaba, su término municipal está formado por los núcleos de población de Aldeanueva de Azaba, Aldehuela de los Gallegos, Fonseca, Hincapié, Manzano y Palacios, ocupa una superficie total de 70,47 km² y según los datos demográficos recogidos en el padrón municipal elaborado por el INE en el año 2017, cuenta con una población de 105 habitantes.
En el año 1962 obtuvo el premio de honor del II Concurso de Embellecimiento de Pueblos por su «afán de mejora y espíritu de progreso».

## Símbolos

### Escudo
El escudo heráldico que representa al municipio fue aprobado con el siguiente blasón:

«Escudo de tres cuerpos con la corona real, el inferior ondas en colores azul y blanco, que representan la ribera del Azaba, en el cuerpo central un encina en amarillo (oro) por su significado económico, sobre un monte en su color y con fondo verde, simbolizando el campo. El cuerpo superior sobre fondo rojo, simbolizando el trabajo el anagrama Mariano que simboliza la Iglesia de Nuestra Señora de la Concepción.»

### Bandera
La bandera municipal fue aprobada con la siguiente descripción textual:

«Bandera de color azul cielo, con respecto al escudo de tres cuerpos con la corona real, el inferior ondas en colores azul y blanco, que representan la ribera del Azaba, en el cuerpo central un encina en amarillo (oro) por su significado económico, sobre un monte en su color y con fondo verde, simbolizando el campo. El cuerpo superior sobre fondo rojo, simbolizando el trabajo el anagrama Mariano que simboliza la Iglesia de Nuestra Señora de la Concepción»

## Geografía
Integrado en la comarca de Ciudad Rodrigo, subcomarca de Campo de Agrañán, se sitúa a 102 kilómetros de la capital provincial. El término municipal está atravesado por la Autovía de Castilla (A-62) entre los pK 333-334 y 336-343, además de por la carretera N-620, alternativa convencional a la anterior. El relieve del municipio está caracterizado por la presencia de amplias dehesas (Dehesa de Fonseca, Dehesa de Hincapié, Dehesa de Manzanilla, Dehesa de Aldeanueva), sobre todo por el sur, en el llamado Campo de Azaba. Por el norte, el terreno es algo más irregular, marcando el río Águeda el límite municipal con Saelices el Chico. El río Azaba cruza el territorio de sur a norte. La altitud oscila entre los 702 metros al noreste y los 600 metros a orillas del río Águeda. El pueblo se alza a 681 metros sobre el nivel del mar. 
| Noroeste: Gallegos de Argañán        | Norte: Saelices el Chico          | Noreste: Ciudad Rodrigo |
| Oeste: Espeja                        |                                   | Este: Ciudad Rodrigo    |
| Suroeste: Espeja y Campillo de Azaba | Sur: Campillo de Azaba y El Bodón | Sureste: El Bodón       |

## Historia

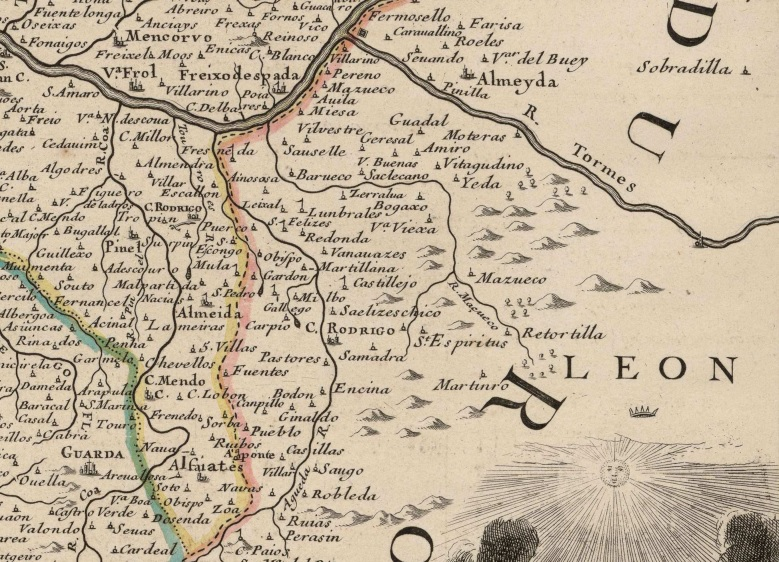
Detalle del oeste salmantino en un mapa del, en el que se puede observar Carpio.

La fundación de Carpio de Azaba se remonta a la repoblación efectuada por los reyes de León en la Edad Media, quedando integrado en la jurisdicción de Ciudad Rodrigo, dentro del Reino de León. Con la creación de las actuales provincias en 1833, Carpio de Azaba quedó encuadrado en la provincia de Salamanca, que junto con las de León y Zamora, formaba parte de la Región Leonesa.

## Geografía humana

### Demografía
Cuenta con una población de 112 habitantes (INE 2024).
| Gráfica de evolución demográfica de Carpio de Azaba entre 1842 y 2021                                                 |
| |
| Población de derecho según los censos de población del INE. Población de hecho según los censos de población del INE. |

Según el Instituto Nacional de Estadística, Carpio tenía, a 31 de diciembre de 2018, una población total de 100 habitantes, de los cuales 57 eran hombres y 43 mujeres. Respecto al año 2000, el censo refleja 110 habitantes, de los cuales 57 eran hombres y 53 mujeres. Por lo tanto, la pérdida de población en el municipio para el periodo 2000-2018 ha sido de 10 habitantes, un 9% de descenso.

## Cultura

### Fiestas
Se celebran el 15 de mayo en honor a San Isidro labrador.

## Administración y política
| Partido político                         | 2019  | 2019  | 2019       | 2015  | 2015  | 2015       | 2011  | 2011  | 2011       | 2007  | 2007  | 2007       | 2003  | 2003  | 2003       |
| Partido político                         | %     | Votos | Concejales | %     | Votos | Concejales | %     | Votos | Concejales | %     | Votos | Concejales | %     | Votos | Concejales |
| Partido Popular (PP)                     | 78,31 | 65    | 3          | 63,16 | 48    | 4          | 59,46 | 44    | 4          | 65,38 | 51    | 4          | 55,88 | 38    | 4          |
| Partido Socialista Obrero Español (PSOE) | 10,84 | 9     | 0          | 26,32 | 20    | 1          | 28,38 | 21    | 1          | 29,49 | 23    | 1          | 36,76 | 25    | 1          |
| Izquierda Unida (IU-CyL)                 | 7,23  | 6     | 0          | 15,79 | 12    | 0          | 21,62 | 16    | 0          | —     | —     | —          | —     | —     | —          |